# Moisés Cuero
Moisés Cuero (Limones, Provincia de Esmeraldas, Ecuador, 4 de abril de 1979) es un exfutbolista ecuatoriano que jugaba de delantero.

## Trayectoria
Se inició como futbolista en el Huracán de Esmeraldas, en su tierra natal. Fue seleccionado juvenil en el Campeonato Sudamericano Sub-17 de 1999 disputado en Uruguay. En aquel torneo destacó al ser uno de los goleadores del certamen y luego fichó por el Club Sport Emelec de Guayaquil. Luego de que debutara en Primera, le vino un escándalo al descubrirse que había alterado documentos que fueron registrados en la Conmebol, su primer nombre no era Alberto sino Moisés, y no tenía 17 sino 20 años. La Federación Ecuatoriana de Fútbol lo sancionó de por vida, pero luego de apelar se redujo la sanción.
Con Emelec fue campeón del fútbol ecuatoriano en el 2001 y 2002 y vicecampeón de la Copa Merconorte 2001. Luego, a finales del 2005, pasó a préstamo al Manta FC de la Serie B. Luego de culminar su contrato con el Manta, retornó a Emelec. En la primera parte del 2007 jugó en el Deportivo Azogues y luego en el Águilas de Santo Domingo de los Colorados de la Segunda Categoría. Llegó al Técnico Universitario en el 2008 y luego de dos temporadas fichó por el otro equipo de Ambato, el Macará. También tuvo un paso por Liga de Loja, y el 2011 jugó en  Atlético Audaz.
A inicios del 2012, el equipo Sociedad Deportiva Aucas, de la segunda categoría del fútbol ecuatoriano, ficha al jugador.

## Clubes
| Club                  | País    | Año       |
| --------------------- | ------- | --------- |
| Emelec                | Ecuador | 1999-2005 |
| Manta FC              | Ecuador | 2005      |
| Emelec                | Ecuador | 2006      |
| Deportivo Azogues     | Ecuador | 2007      |
| Águilas               | Ecuador | 2007      |
| Técnico Universitario | Ecuador | 2008-2009 |
| Macará                | Ecuador | 2010      |
| Liga de Loja          | Ecuador | 2010-2011 |
| Atlético Audaz        | Ecuador | 2011      |
| Aucas                 | Ecuador | 2012-2013 |
| Pilahuin Tío          | Ecuador | 2013      |
| Anaconda FC           | Ecuador | 2014      |

## Palmarés

### Campeonatos nacionales
| Título             | Club   | País    | Año  |
| ------------------ | ------ | ------- | ---- |
| Serie A de Ecuador | Emelec | Ecuador | 2001 |
| Serie A de Ecuador | Emelec | Ecuador | 2002 |